# Vincenzo Frediani

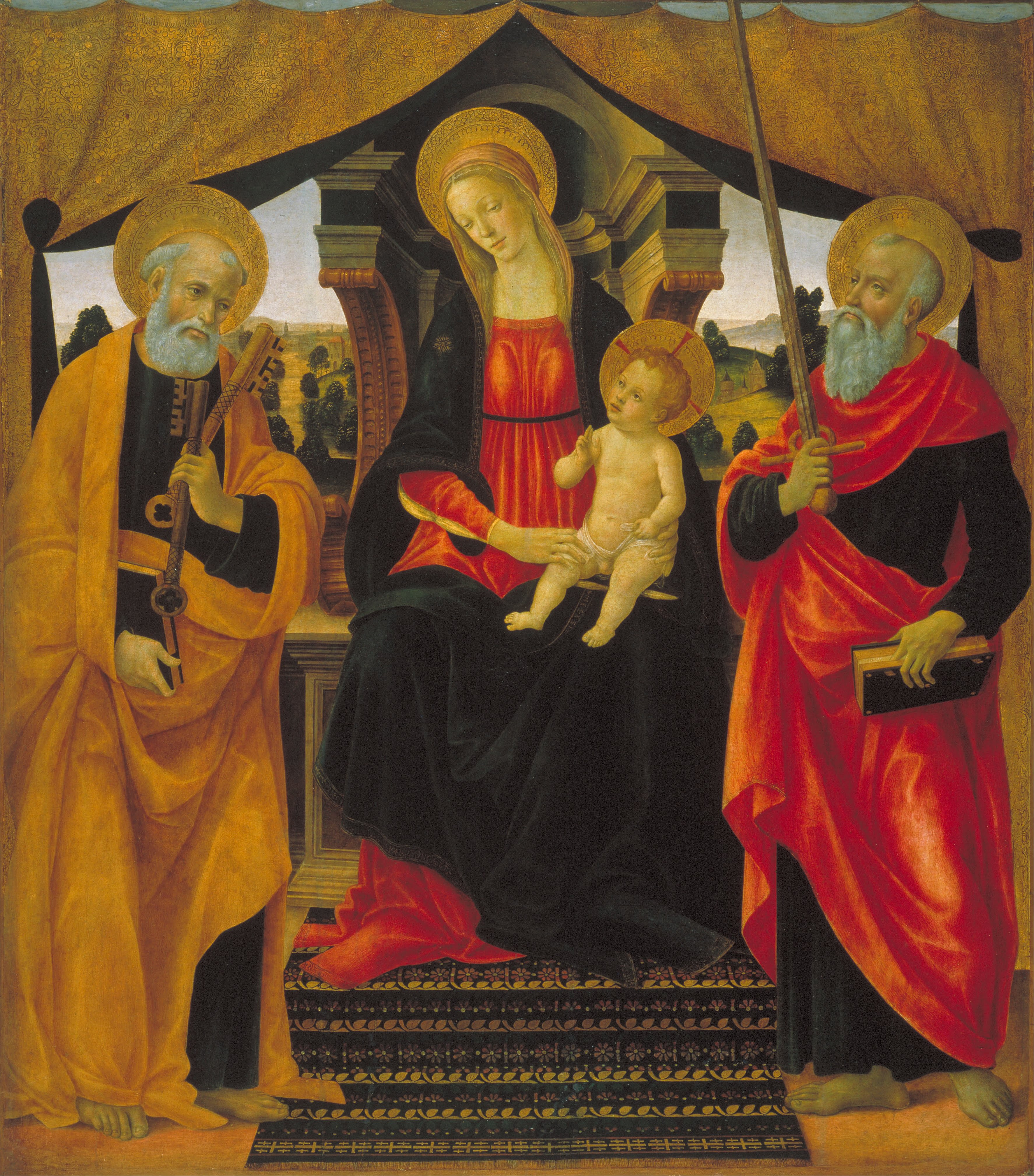
La Virgen con el Niño entre santos Pedro y Pablo, temple y pan de oro sobre tabla pasada a lienzo, 161 x 142 cm, Barcelona, MNAC.

Vincenzo di Antonio Frediani (fl., 1481 - 1504) fue un pintor renacentista italiano.

## Biografía y obra
Miembro de una modesta familia de Lucca, se le documenta en esta ciudad entre 1481 y 1505. Vinculado a los franciscanos, desde 1498 desempeñó el cargo de operario de Santa María Corteorlandini y desde 1500 hasta su muerte el de prior de la Compañía de Disciplinantes del Crucifijo.
Influido por Domenico Ghirlandaio y por Filippino Lippi, activos en Lucca en los primeros años de la década de 1490, e indirectamente por Sandro Botticelli, Frediani puede ser considerado el primer pintor de Lucca plenamente renacentista e incorpora a su pintura elementos flamencos, como habían hecho aquellos, manteniendo en sus composiciones los modelos de Lippi, particularmente en sus sacras conversaciones (Virgen con el Niño y santos del Museo de Camaiore, procedente de la iglesia de Santa María ad Albiano en Garfagnana e iglesia de San Michele di Moriano, próxima a Lucca, entre otras).
A partir de 1481 existen abundantes noticias de su trabajo. Aunque muchas de las obras documentadas se han perdido (entre ellas las realizadas en 1496 para el palacio de Lucca), las elevadas cantidades cobradas por algunos de estos trabajos dan prueba del éxito alcanzado por Frediani al frente de un muy activo taller, del que se tiene noticia por un documento de división de bienes entre el pintor y su hermano acordado ya en 1490.
Aun cuando se ignora la fecha exacta y el lugar de su muerte, se sabe que en 1505 contrató una pala de altar con la Virgen y el Niño para la iglesia de San Genaro, completada dos años después por Ranieri di Leonardo da Pisa por muerte del pintor. Por su testamento, datado en 1505, se conoce también el nombre de su esposa, Camilla, y de los tres hijos que con ella había tenido, ninguno de los cuales continuó el oficio paterno.